# Medida exterior
Una medida exterior sobre un cierto conjunto X es una función {\displaystyle \mu } que asocia a cada subconjunto E de X un valor comprendido entre 0 e infinito (i.e., {\displaystyle \mu :{\mathcal {P}}(X)\to [0,+\infty ]}) y que satisface tres propiedades: 
1. {\displaystyle E_{1}\subset E_{2}\subset X\Rightarrow \mu (E_{1})\leq \mu (E_{2})\;\;{\text{(monotonía)}}}
2. {\displaystyle \mu \left(\bigcup _{k=1}^{\infty }E_{k}\right)\leq \sum _{k=1}^{\infty }\mu (E_{k})\;\;{\text{(subaditividad numerable)}}}
3. {\displaystyle \mu (\varnothing )=0}

Si hacemos {\displaystyle E_{j}=\varnothing } para {\displaystyle j\geq n} en la propiedad 2, podemos notar que una medida exterior es finitamente subaditiva.

El interés de las medidas exteriores recae en que son fáciles de construir y en que se puede aplicar el teorema de Carathéodory para construir, a partir de ellas, una medida en X.